# دويتشه رايخسبان
دويتشه رايخسبان تعد السكك الحديدية الألمانية، المعروف أيضًا باسم السكك الحديدية الوطنية الألمانية،  والسكك الحديدية الألمانية الحكومية والسكك الحديدية الألمانية لرايخ،  والسكك الحديدية الإمبراطورية الألمانية،   هي نظام السكك الحديدية الوطني الألماني الذي تم إنشاؤه بعد نهاية الحرب العالمية الأولى لسكك الحديدية الإقليمية للولايات الفردية للإمبراطورية الألمانية. تم وصف دويتشه رايخسبان بأنها «أكبر مؤسسة في العالم الرأسمالي في السنوات ما بين 1920 و1932»، ومع ذلك أهميتها «تنشأ في المقام الأول من حقيقة أن رايخسبانكانت في مركز الأحداث في فترة كبيرة من الاضطراب في التاريخ الألماني».

## نظرة عامة
تأسست الشركة في 1 أبريل 1920 باسم Deutsche Reichseisenbahnen («السكك الحديدية الإمبراطورية الألمانية»)  عندما كانت جمهورية فايمار، التي ما زالت تستخدم مصطلح الدولة القومية للنظام الملكي السابق، الرايخ الألماني (الرايخ الألماني، وبالتالي استخدام رايخ باسم السكك الحديدية؛ تولت السيطرة الوطنية على السكك الحديدية الألمانية، والتي كانت تديرها في السابق الولايات الألمانية. في عام 1924 أعيد تنظيمها تحت Deutsche Reichsbahn-Gesellschaft («شركة السكك الحديدية الإمبراطورية الألمانية»، DRG)، وهي شركة السكك الحديدية الخاصة الاسمية، والتي كانت مملوكة بنسبة 100 ٪ من قبل الدولة الألمانية. في عام 1937، أعيد تنظيم السكك الحديدية مرة أخرى كسلطة حكومية ومنحت اسم Deutsche Reichsbahn («السكك الحديدية الإمبراطورية الألمانية»، DRB). بعد آنشلوس في عام 1938 استحوذت DR أيضًا على Bundesbahn Österreich («السكك الحديدية الفيدرالية للنمسا»، BBÖ).   